# Ардингели (Бреша)
Ардингели је насеље у Италији у округу Бреша, региону Ломбардија.
Према процени из 2011. у насељу је живело 10 становника. Насеље се налази на надморској висини од 1251 м.